# Resolution 1559 des UN-Sicherheitsrates
Die Resolution 1559 des Sicherheitsrats der Vereinten Nationen wurde auf dessen 5082. Sitzung am 2. September 2004 verabschiedet. In ihr wurden der Rückzug aller ausländischen Truppen aus dem Libanon und die Entwaffnung und Auflösung aller im Libanon aktiven Milizen gefordert sowie der libanesischen Regierung Unterstützung bei der Erweiterung ihrer Kontrolle auf das gesamte Staatsgebiet zugesagt.

## Abstimmverhalten
Die von Frankreich und den Vereinigten Staaten vorgelegte Resolution wurde mit neun Ja-Stimmen (Angola, Benin, Chile, Deutschland, Frankreich, Rumänien, Spanien, Vereinigtes Königreich, Vereinigte Staaten) bei sechs Enthaltungen (Algerien, Brasilien, China, Pakistan, Philippinen, Russland) angenommen.

## Inhalt
Die Resolution wird als Aufforderung an Syrien zum Abzug seiner seit 1976 im Land befindlichen Truppen und zur Beendigung seiner politischen Einflussnahme im Libanon und an die Hisbollah zur Auflösung ihres militärischen Flügels verstanden. Ihre Verabschiedung erfolgte mit Blick auf die für 2004 vorgesehene Präsidentschaftswahl im Libanon. Diese kam jedoch durch die Verlängerung der Amtszeit des amtierenden Präsidenten Émile Lahoud nicht zustande. Ein weiterer Grund für die Resolution waren die im libanesischen Grenzgebiet zu Israel regelmäßig stattfindenden Auseinandersetzungen zwischen der israelischen Armee und Truppen der Hisbollah sowie der Raketenbeschuss israelischen Gebiets durch diese.
Auszüge aus der Resolution
Der Sicherheitsrat …
1. bekräftigt seine Forderung nach strikter Achtung der Souveränität, territorialen Unversehrtheit, Einheit und politischen Unabhängigkeit Libanons unter der alleinigen und ausschließlichen Hoheitsgewalt der Regierung Libanons im gesamten Land;
2. fordert alle noch verbleibenden ausländischen bewaffneten Kräfte zum Abzug aus Libanon auf;
3. fordert die Auflösung und Entwaffnung aller libanesischen und nichtlibanesischen Milizen;
4. unterstützt die Ausweitung der Kontrolle der Regierung Libanons auf das gesamte libanesische Hoheitsgebiet;
5. erklärt seine Unterstützung für einen freien und fairen Wahlvorgang bei den bevorstehenden Präsidentschaftswahlen in Libanon, der im Einklang mit libanesischen Verfassungsbestimmungen durchgeführt wird, die ohne ausländische Einmischung oder Einflussnahme ausgearbeitet wurden;
6. fordert alle beteiligten Parteien auf, mit dem Sicherheitsrat uneingeschränkt und umgehend zusammenzuarbeiten, um diese und alle einschlägigen Resolutionen über die Wiederherstellung der territorialen Unversehrtheit, der vollen Souveränität und der politischen Unabhängigkeit Libanons durchzuführen;
7. ersucht den Generalsekretär, dem Rat innerhalb von dreißig Tagen über die Durchführung dieser Resolution durch die Parteien Bericht zu erstatten, und beschließt, mit der Angelegenheit aktiv befasst zu bleiben.

## Folgen
Nach dem Attentat auf den Fahrzeugkonvoi des früheren libanesischen Premierministers Rafik Hariri am 14. Februar 2005 und den darauffolgenden Massenprotesten im Libanon gegen die syrische Präsenz (Zedernrevolution) kündigte Syriens Präsident Baschar al-Assad am 5. März 2005 den Abzug der syrischen Truppen an, der im April 2005 beendet wurde. Die Duldung des bewaffneten Arms der Hisbollah durch die libanesische Regierung setzte sich hingegen auch nach dem Sieg der Opposition in der libanesischen Parlamentswahl vom Juni 2005 fort, seitdem die Hisbollah zudem an der Regierung beteiligt war.
Israel rechtfertigte seine Angriffe im Libanonkrieg 2006 unter anderem mit der nicht erfolgten Implementierung der Resolution und der fortbestehenden Bedrohung der Sicherheit Israels durch Hisbollah.